# Єфімов Мойсей Дмитрович
Мойсей Дмитрович Єфімов (нар. 4 серпня 1927, Дулгалах — пом. 14 листопада 2010) — якутський поет і перекладач; член Спілки письменників СРСР з 1957 року та Спілки письменників Республіки Сахи з 1991 року.

## Біографія
Народився 4 серпня 1927 року в селі Дулгаласі Якутської АРСР СРСР (тепер Верхоянський улус, Республіка Саха, РФ). 1953 року закінчив Якутський педагогічний інститут. Працював завідувачем відділом поезії і мистецтва в газеті «Едер комуніст» («Молодь Якутії»), в редакціях республіканської газети «Киим» і журналу «Хотугу сулус», вчителем у середній школі. Член КПРС з 1960 року.
Протягом 1963—1983 років — відповідальний секретар і заступник голови правління Спілки письменників Якутії. З 1991 року — голова виконкому Спілки письменників Республіки Сахи, вчений-секретар академії Духовності Республіки Сахи. Помер 14 листопада 2010 року.

## Творчість
Вірші почав друкувати у 1948 році. Перша поетична книга «Киирбэт күннээх дойдуга» / «В краю, де сонце не заходить» вийшла в 1954 році. Автор 48 поетичних збірок, виданих якутською і російською мовами, мовами народів колишнього СРСР в радянський період. На його вірші написані пісні.
Писав також для дітей та юнацтва, зокрема автор книги казок «Куобах кутуруга уолчаан» / «Хлопчик з зайчиків хвостик».
Переклав на якутську мову поеми Андрія Малишка «Прометей» (у співавторстві з Семеном Даниловим), Степана Щипачова «Павлик Морозов», окремі оповідання та казки Максима Горького, вірші Миколи Некрасова, Самуїла Маршака, поетів Казахстану, Киргизії і інше.

#### Якутською мовою
- «Дьулуур. Хоhооннор, поэмалар». — Якутськ, 1980;
- «Кистэлэҥнээх холбуйа. Сэhэн». — Якутськ, 1981;
- «Нөрүөн нөргүй. Хоhооннор». — Якутськ, 1982;
- «Хойуунньу. Остуоруйалар». — Якутськ, 1984;
- «Этигэн хомус. Сэhэн». — Якутськ, 1985;
- «Олох өрөгөйө. Хоhооннор, поэмалар, сонеттар». — Якутськ, 1986;
- «Куустуспут хатыҥнар. Хоhооннор, поэмалар». — Якутськ, 1987;
- «Остуоруйа үүтээнэ». — Якутськ, 1989;
- «Хотой үҥкүүтэ. Хоhооннор, поэмалар». — Якутськ, 1993.

#### Російською мовою
- «В краю, где солнце не заходит: Стихи». — Москва: «Советский писатель», 1965;
- «Звёздный дождь: Стихи и поэмы». — Москва: «Советский писатель», 1970;
- «Спутники над Туймадой: Стихи и поэмы.» — Москва: «Современник», 1975;
- «У камелька: Стихи». — Москва: «Детская литература», 1986;
- «Оленьи скачки: Стихотворения и поэма». — Москва: «Советская Россия», 1987;
- «День незакатного солнца: Стихотворения и поэмы». — Москва: «Современник», 1990;
- «Торжество жизни». — Якутськ: Бичик, 2006.

## Відзнаки
- Орден Трудового Червоного Прапора;
- Народний поет Якутії;
- Заслужений працівник культури Якутської АРСР;
- Заслужений працівник культури Російської Федерації;
- Премія комсомолу Якутії;
- Літературна премія «Алаш» (Казахстан);
- Почесний громадянин Верхоянського району з 1989 року[1].